# Blastocladiomycota
Blastocladiomycota là một ngành của giới Nấm. Blastocaldiomycota hiện có 5 họ, tương ứng với khoảng 12 chi.